# Teufelsküche (Gütighofen)

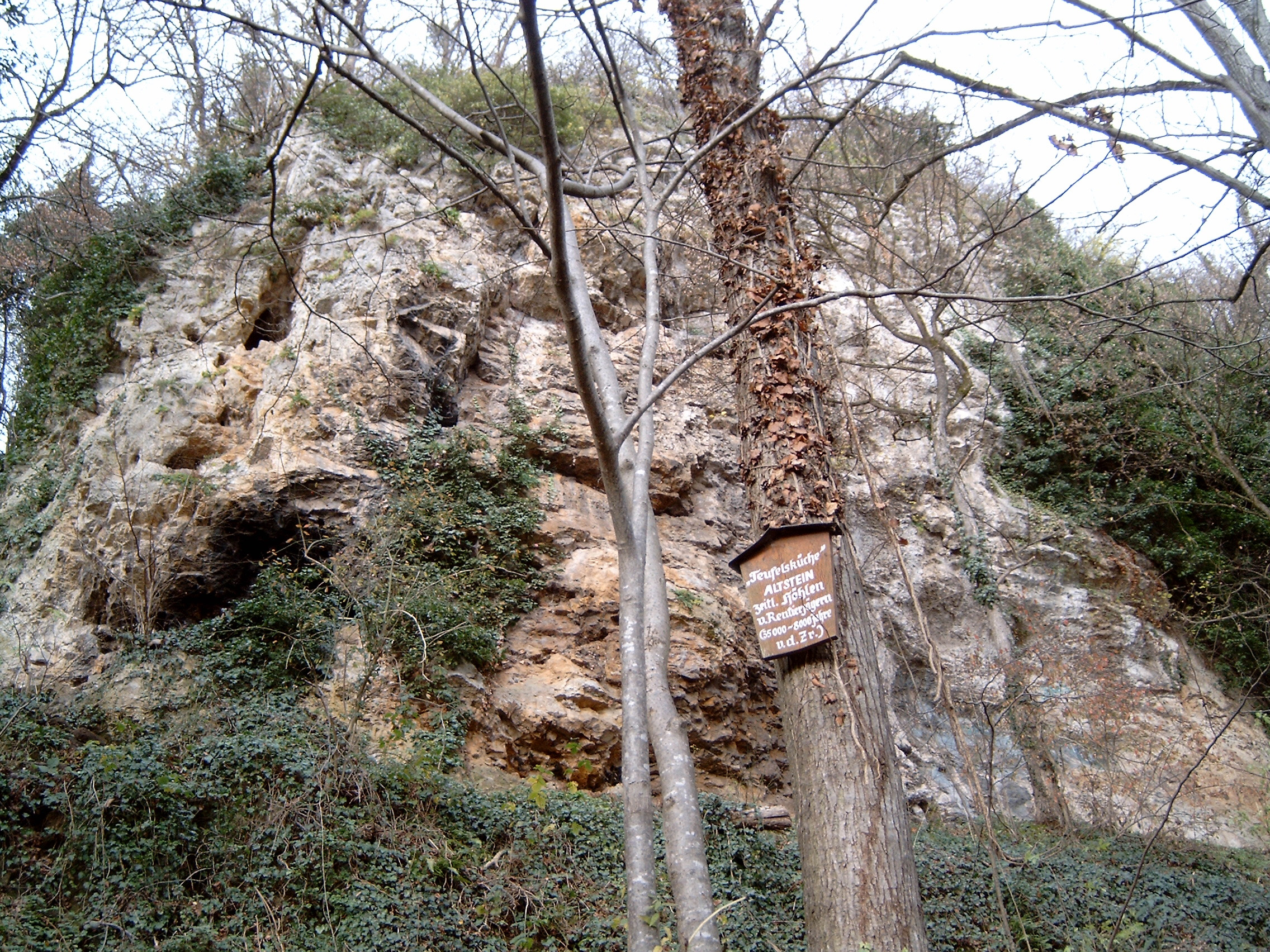
Teufelsküche, links oben die Haupthöhle

Bei der Teufelsküche handelt es sich um mehrere kleine Höhlen, die sich in einer mitteljurassischen Kalksteinformation (Hauptrogenstein) am Ölberg über Gütighofen bei Ehrenkirchen befinden. Die Höhlen sind teils natürlich durch Verkarstung, teils von Menschenhand geschaffen. Die Haupthöhle befindet sich in etwa zehn Meter Höhe an einer Steilwand, ca. 40 m über dem heutigen Niveau der Möhlin. Direkt daneben findet man auch noch Mauerreste der Burg Hauenfels, die zwischen 1200 und 1600 bewohnt war.
In den schutzbietenden Höhlen lebten in der Altsteinzeit vor rund 35.000 Jahren Rentierjäger, was durch Funde von Knochen und Werkzeugen aus Feuerstein archäologisch belegt werden kann.
Öffentlich zugänglich sind die Höhlen jederzeit, die Haupthöhle ist nur per Leiter zu erreichen.
Die Felsen am Osthang des Ölberges mit seinen Höhlen sind als Geotop im Regierungsbezirk Freiburg ausgewiesen worden.